# Carangoides ruber
Carangoides ruber és un peix teleosti de la família dels caràngids i de l'ordre dels perciformes.

## Morfologia
Pot arribar als 59 cm de llargària total i als 8.200 g de pes.

## Distribució geogràfica
Es troba a les costes de l'Atlàntic occidental: des de Nova Jersey (Estats Units), Bermuda i Golf de Mèxic fins al sud del Brasil.